# Ящероголові
Ящероголові (Synodontidae) — родина костистих риб ряду Авлопоподібні (Aulopiformes).

## Опис

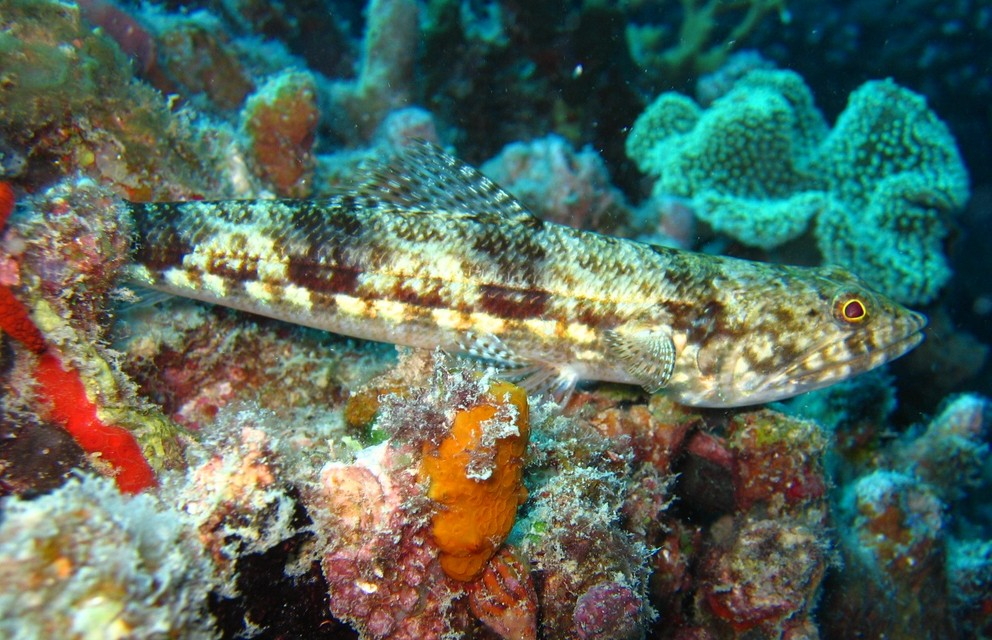
Synodus variegatus

У ящероголових риб тіло прогонисте, майже циліндричне. Над кінцем анального плавця є невеликий жировий плавничок. Досить великі очі постачені вертикальними жировими віками й розташовані біля верхнього переднього краю голови, дуже близько один до одного. Злегка приплющена, з великим ротом, покрита лускою голова цих риб дійсно дуже схожа на голову ящірки. Загальне забарвлення тіла більшості видів ясно-коричневе, іноді із зеленуватим або червонуватим відтінком; на боках є великі темні або яскраві плями, широкі поперечні або вузькі поздовжні смуги. Таке забарвлення робить цих риб майже непомітними на тлі дна морських мілководь. Якщо що-небудь привертає увагу лежачої на дні риби, вона піднімає голову й передню частину тіла, готуючись схопити здобич; якщо ж виявляється, що їй загрожує небезпека, вона миттєво заривається в пісок, залишаючи на його поверхні тільки очі.

## Поширення

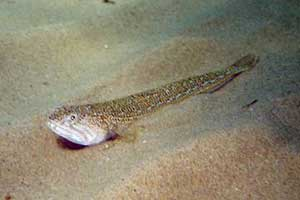
Synodus saurus

Ящероголові риби широко поширені в тропічних і теплих морях всіх океанів, але, очевидно, ніде не бувають особливо численні. Деякі з них відомі з досить великих глибин, до 300—350 м і більше. Більшість видів, проте, живе біля берегів, у районах з мулистим або піщаним ґрунтом, біля скель і рифів. Відомі 4 роди з 70 видами. Більшість із них невеликі й не перевищують у довжину 25—30 см. Представники деяких видів, проте, досягають значно більших розмірів, до 40—50 см.
Особливо широко розповсюджений ящероголов короткорилий (Trachinocephalus myops), що зустрічається біля західних берегів Тихого океану від Хоккайдо й Гавайських островів до Австралії й островів Океанії, в Індійському океані уздовж берегів Південної Азії й Східної Африки й в Атлантичному океані у водах острова Св. Олени й в островів Центральної Америки й Флориди. Рід Зауриди (Saurida, 7 видів) заселяє прибережні води індо-тихоокеанської області, і один з його видів, заурида-есо (S. undosquamis), недавно проникнув із Червоного моря в Середземне море. Найбільша кількість видів містить рід довгорилих, або справжніх, ящероголовів (Synodus), 5 видів якого живуть біля берегів Японії, 3 чисто австралійських, 9 живуть біля західних берегів Америки від Каліфорнії до Перу, 5 — біля східних берегів Америки від мису Код і Флориди до Бразилії й один (S. saurus) — біля берегів Південної Європи, у Середземному морі. Ящероголови зустрічаються як у відкритих берегів океану, так й в окраїнних морях.

## Господарське значення
М'ясо ящероголовів невисоких смакових якостей, проте деякі види мають досить істотне значення в промислі донних риб у Жовтому, Східно-Китайському й Південно-Китайському морях. Ловлять таких, що, наприклад, досягають 40—50 см довжини й ваги 1 кг зауриди: есо (Saurida undosquamis), тумбіль (S. tumbil), заурида короткопера (S. elongata), а також ящероголов червоний (Synodus variegatus). Значна частина японського улову цих риб переробляється в рибну пасту камабоко.

## Види
- Рід Synodus
  - Synodus amaranthus Waples & Randall, 1988
  - Synodus binotatus Schultz, 1953
  - Synodus capricornis Cressey & Randall, 1978
  - Synodus dermatogenys Fowler, 1912
  - Synodus doaki Russell & Cressey, 1979
  - Synodus englemani Schultz, 1953
  - Synodus evermanni Jordan & Bollman, 1890
  - Synodus falcatus Waples & Randall, 1988
  - Synodus foetens (Linnaeus, 1766)
  - Synodus fuscus Tanaka, 1917
  - Synodus gibbsi Cressey, 1981
  - Synodus hoshinonis Tanaka, 1917
  - Synodus indicus (Day, 1873)
  - Synodus intermedius (Spix & Agassiz, 1829)
  - Synodus jaculum Russell & Cressey, 1979
  - Synodus janus Waples & Randall, 1988
  - Synodus kaianus (Günther, 1880)
  - Synodus lacertinus Gilbert, 1890
  - Synodus lobeli Waples & Randall, 1988
  - Synodus lucioceps (Ayres, 1855)
  - Synodus macrocephalus Cressey, 1981
  - Synodus macrops Tanaka, 1917
  - Synodus macrostigmus  Frable, Luther & Baldwin, 2013
  - Synodus marchenae Hildebrand, 1946
  - Synodus oculeus Cressey, 1981
  - Synodus poeyi Jordan, 1887
  - Synodus randalli Cressey, 1981
  - Synodus rubromarmoratus Russell & Cressey, 1979
  - Synodus sageneus Waite, 1905
  - Synodus saurus (Linnaeus, 1758)
  - Synodus scituliceps Jordan & Gilbert, 1882
  - Synodus sechurae Hildebrand, 1946
  - Synodus similis McCulloch, 1921
  - Synodus synodus (Linnaeus, 1758)
  - Synodus tectus Cressey, 1981
  - Synodus ulae Schultz, 1953
  - Synodus usitatus Cressey, 1981
  - Synodus variegatus (Lacepède, 1803)
- Рід Trachinocephalus
  - Trachinocephalus myops (Forster, 1801)
- Рід Harpadon
  - Harpadon erythraeus Klausewitz, 1983
  - Harpadon microchir Günther, 1878
  - Harpadon nehereus (Hamilton, 1822)
  - Harpadon squamosus (Alcock, 1891)
  - Harpadon translucens Saville-Kent, 1889
- Рід Saurida
  - Saurida argentea Macleay, 1881
  - Saurida brasiliensis Norman, 1935
  - Saurida caribbaea Breder, 1927
  - Saurida elongata (Temminck & Schlegel, 1846)
  - Saurida filamentosa Ogilby, 1910
  - Saurida flamma Waples, 1982
  - Saurida gracilis (Quoy & Gaimard, 1824)
  - Saurida grandisquamis Günther, 1864
  - Saurida isarankurai Shindo & Yamada, 1972
  - Saurida longimanus Norman, 1939
  - Saurida microlepis Wu & Wang, 1931
  - Saurida micropectoralis Shindo & Yamada, 1972
  - Saurida nebulosa Valenciennes, 1850
  - Saurida normani Longley, 1935
  - Saurida pseudotumbil Dutt & Sagar, 1981
  - Saurida suspicio Breder, 1927
  - Saurida tumbil (Bloch, 1795)
  - Saurida umeyoshii Inoue & Nakabo, 2006.
  - Saurida undosquamis (Richardson, 1848)
  - Saurida wanieso Shindo & Yamada, 1972

## Галерея

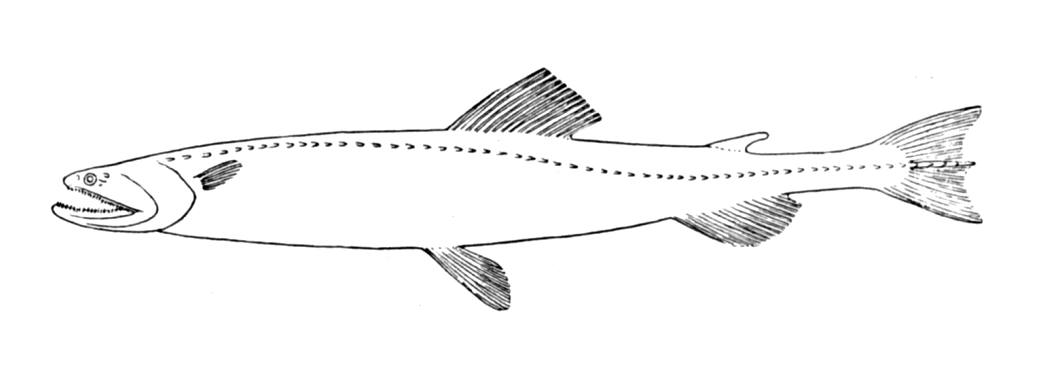
Harpadon microchir
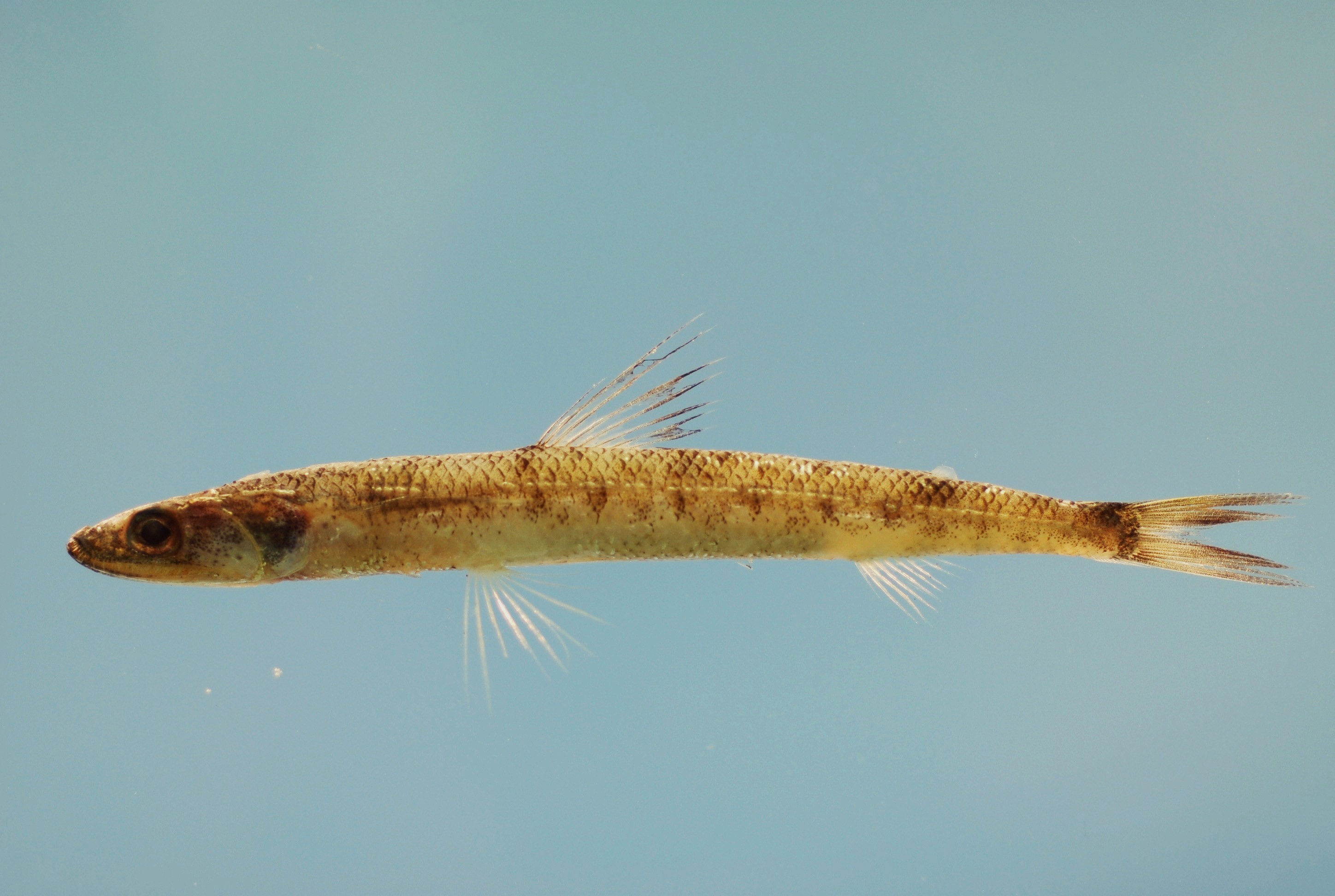
Saurida caribbaea
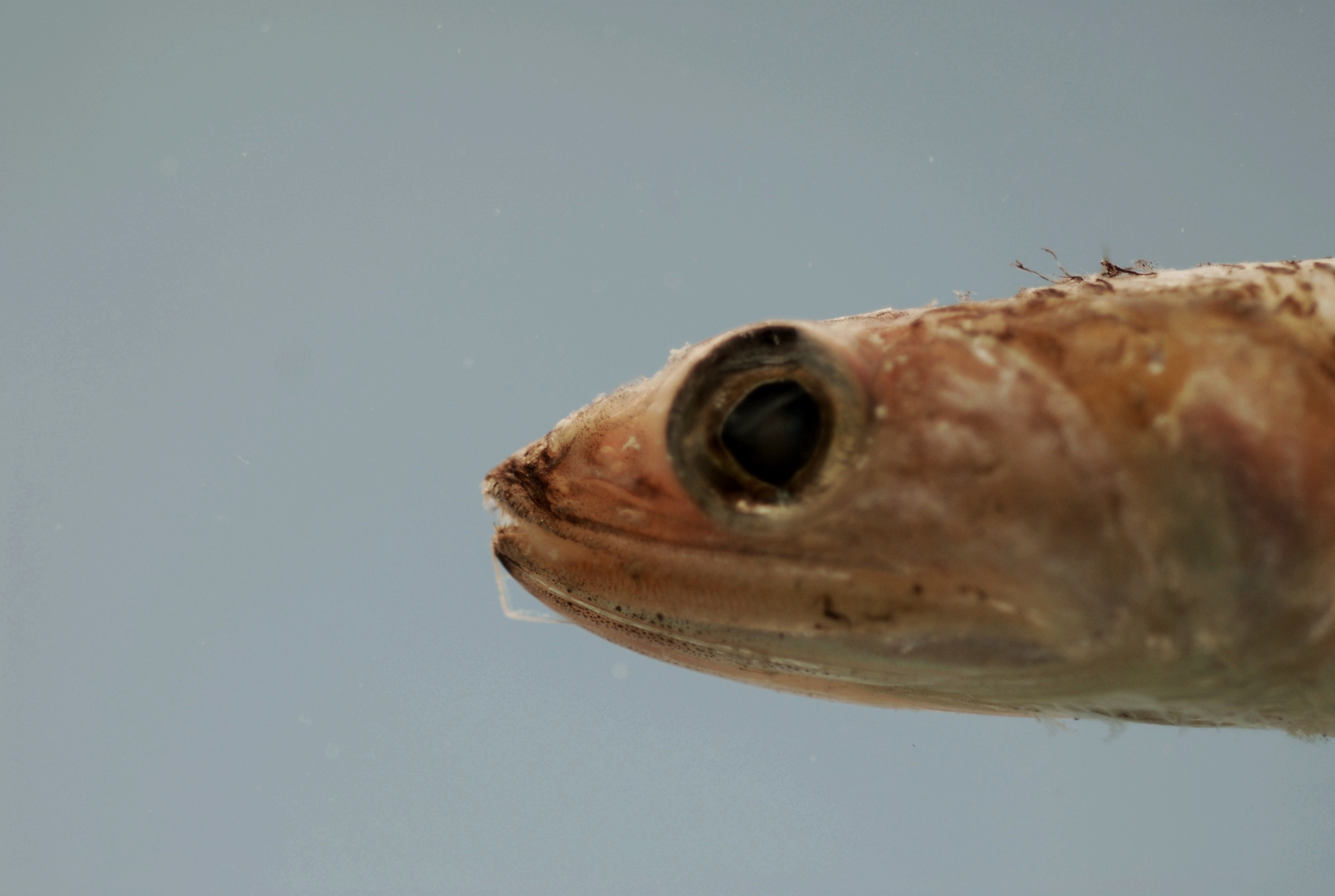
Saurida normani
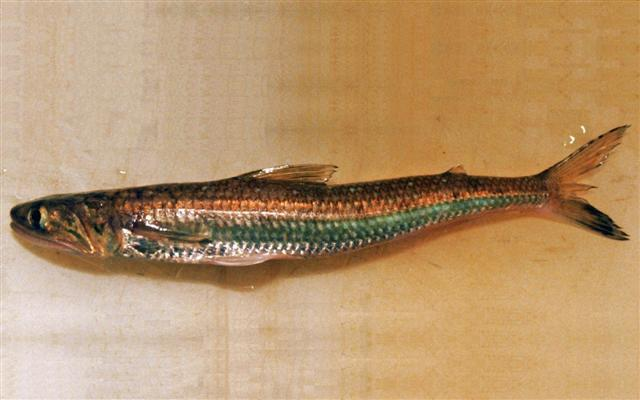
Saurida undosquamis
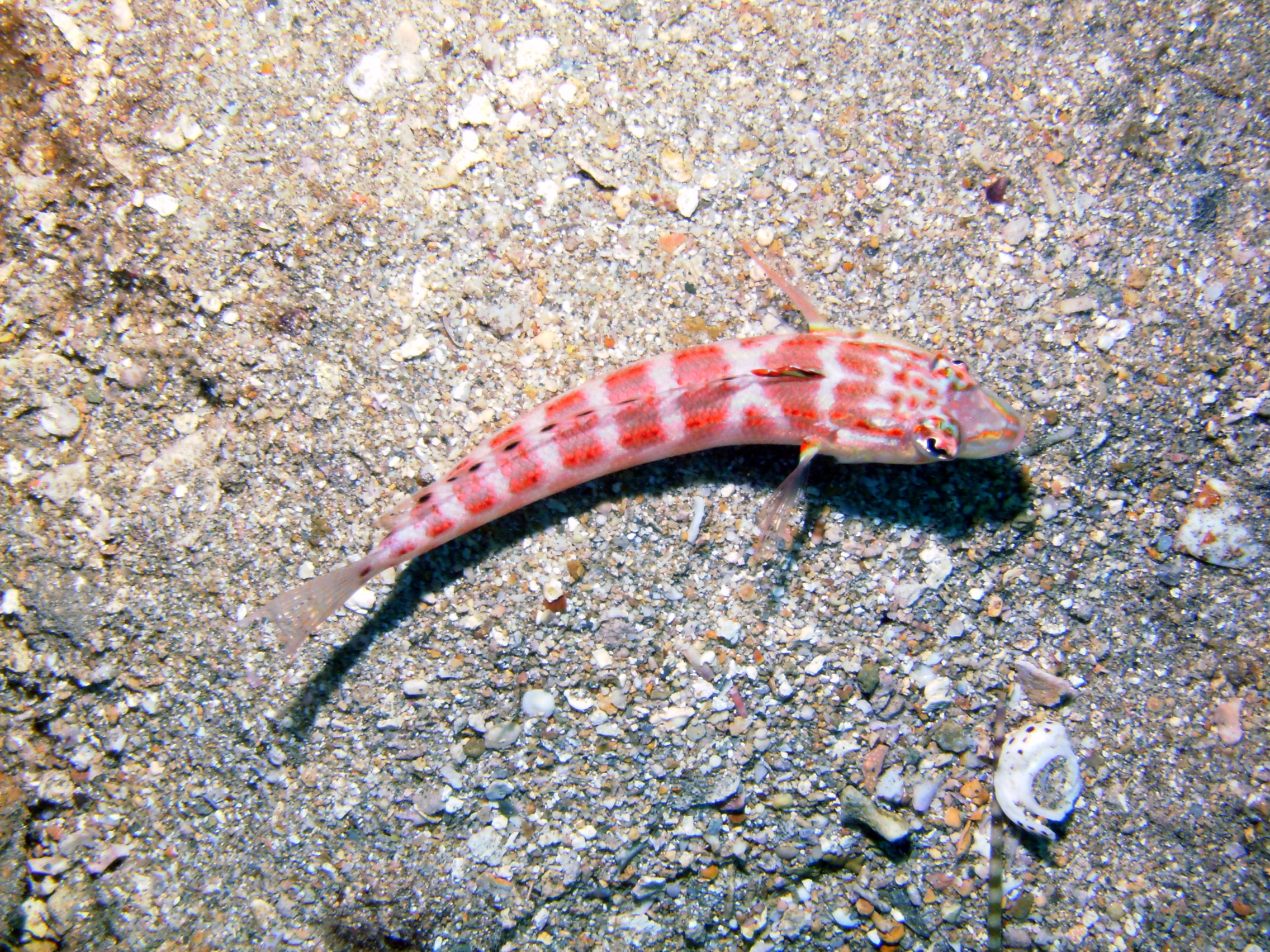
Synodus capricornis
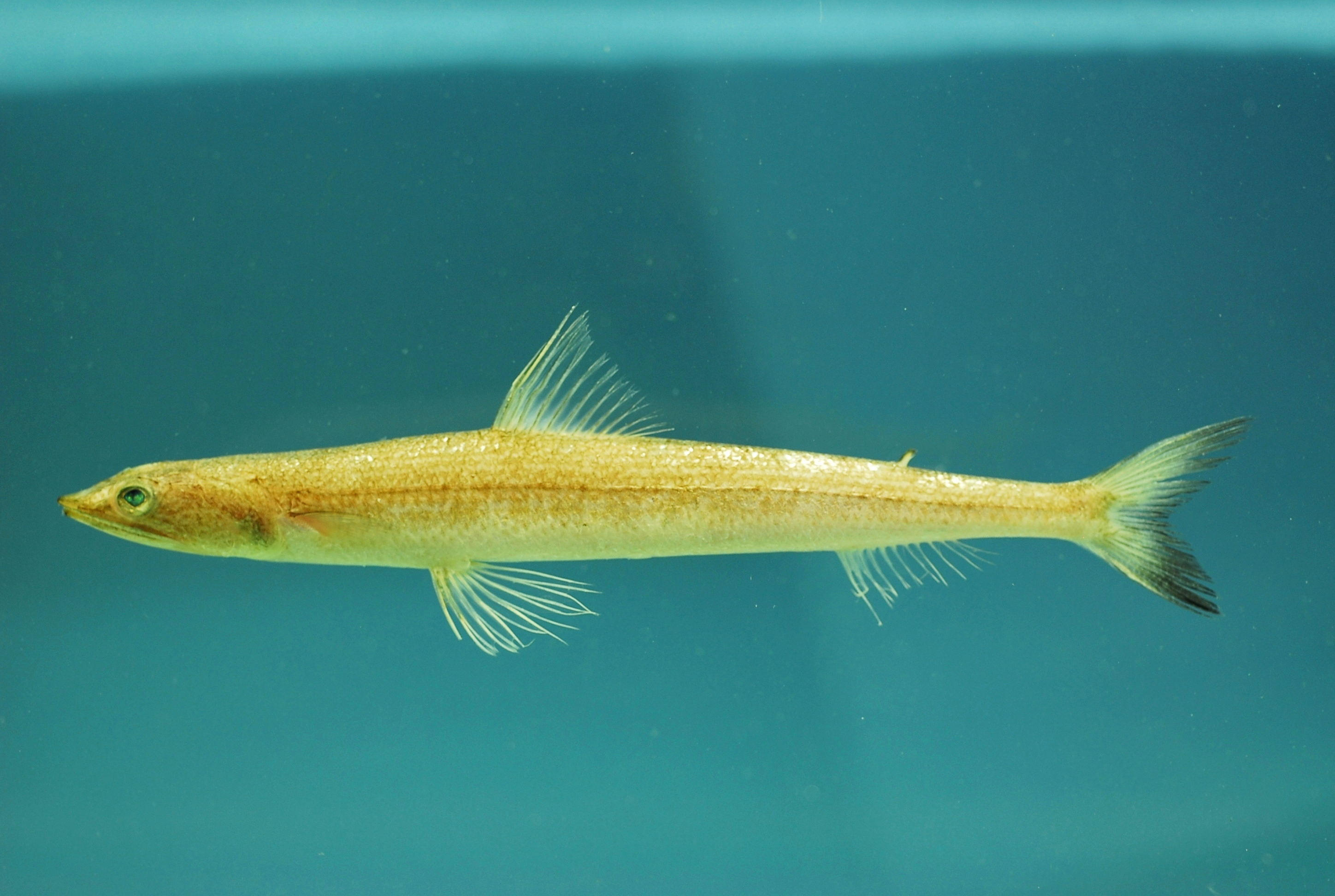
Synodus foetens
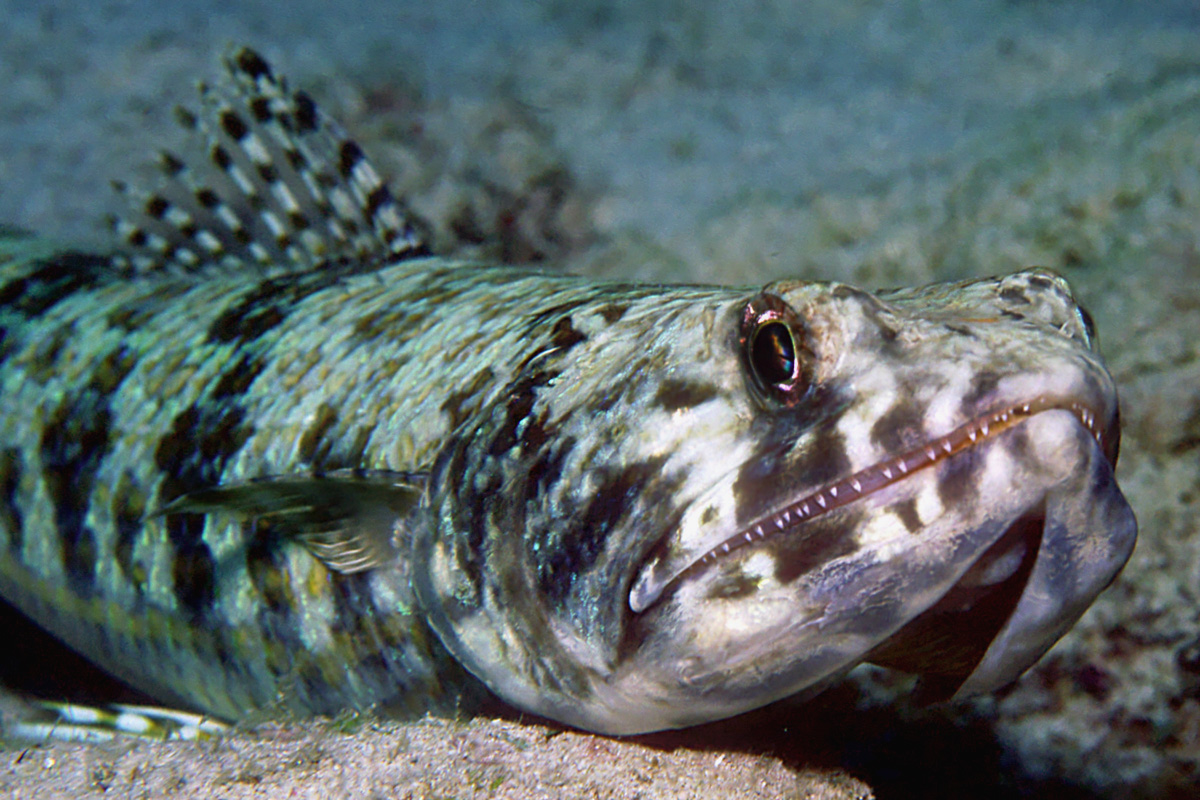
Synodus intermedius
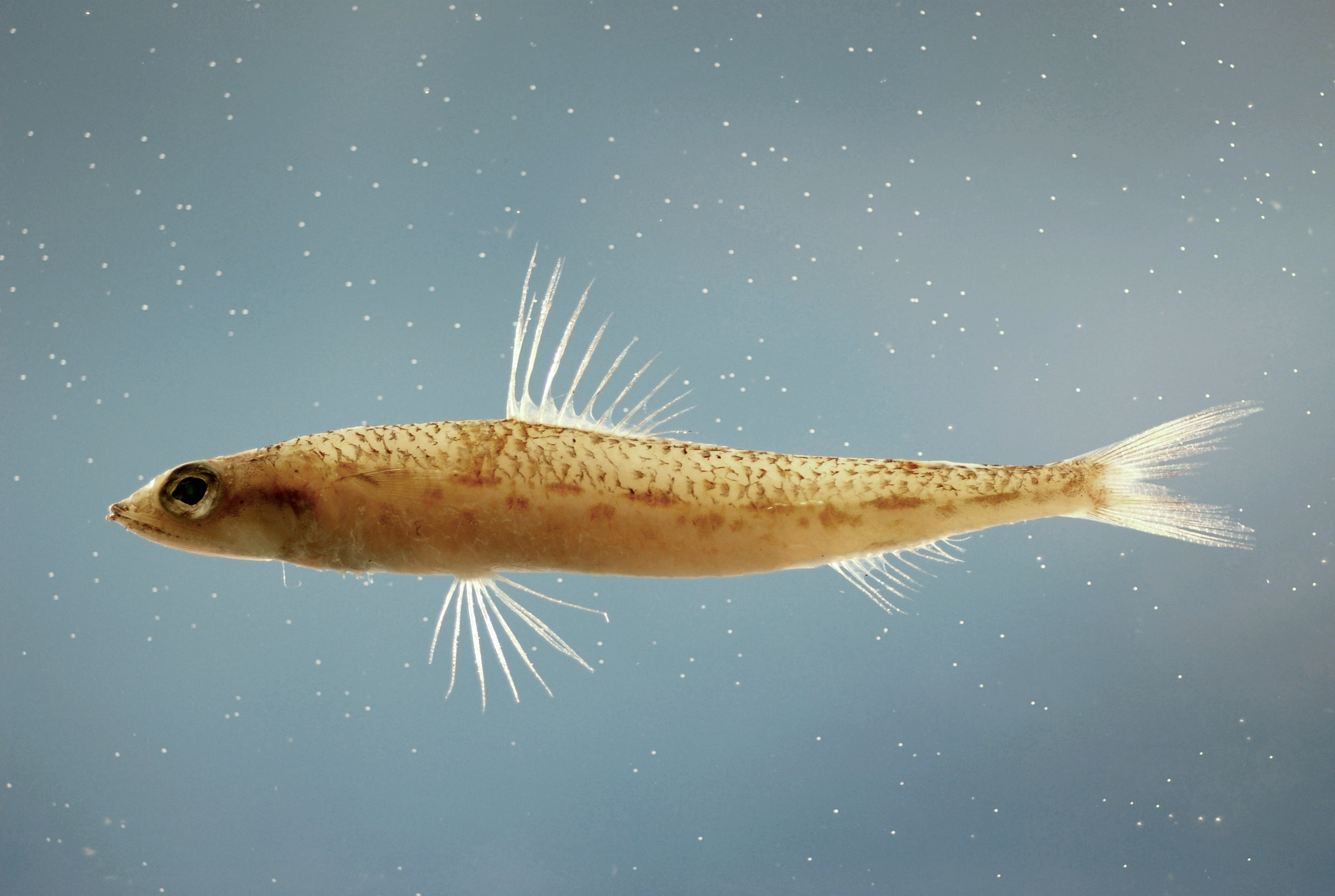
Synodus poeyi
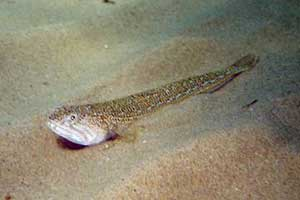
Synodus saurus